# Ariel Torres (periodista)
Ariel Torres (n. 21 de octubre de 1960 en Buenos Aires) es un periodista argentino especializado en divulgación científica y tecnológica. Se desempeña desde 1994 como columnista y editor del suplemento de Informática del diario La Nación. Algunas de sus notas fueron publicadas bajo el seudónimo Eduardo Dahl.

## Carrera
Comenzó a interesarse por la tecnología en el seno de su familia, donde, según cuenta: "se empezó a hablar de computadoras no en 1982 sino en 1967".
Estudió en el Colegio Nacional de Buenos Aires, y luego en la Facultad de Filosofía y Letras de la Universidad de Buenos Aires.
Comenzó a desempeñarse en el medio gráfico en 1978 como redactor de la revista Humor Registrado, donde trabajó hasta 1982. Fue Secretario de Redacción de la Editorial Perfil entre 1991 y 1994. Además se desempeñó como redactor de varias publicaciones, como la revista Expreso y el Diario La Razón.
En televisión condujo el programa "Vida Digital", en el año 2007. También ejerce labor docente en la Universidad de Palermo.

## Libros publicados
- 2009 - Bit Bang. Viaje al interior de la revolución digital.[3]
- 2017 - Hackearán tu mente

## Premios
- 1986 - Premio Más Allá al mejor cuento de ciencia ficción inédito
- 1996 - Premio Pretec - Mejor suplemento de informática
- 2005 - Premio Sadosky - Mejor suplemento de informática